# Pelgrimskerk (Breda)
De Pelgrimskerk is een voormalige gereformeerd kerkgebouw aan de Langendijk in Breda. Ze is gebouwd naar ontwerp van Dick Egberts, en in 1966 in gebruik genomen. Het gebouw heeft dienstgedaan als kerk tot 2005. Nadien is ze gekocht door het Luzac College.
Het gebouw is een verdiepingskerk waarbij de kerkzaal zich op de eerste verdieping bevindt, en de nevenruimtes daaronder. De hoofdingang bevindt zich aan de dijk en heeft de vorm van een losstaand poorttorentje die via een gang verbonden is met het eigenlijke gebouw. Boven de hoofdingang bevond zich oorspronkelijk een kerktoren. Deze is ingestort tijdens een storm in 1984, en vervangen door een klokkenstoeltje.
Het gebouw maakt deel uit van het zogenaamde kerkenkruis Boeimeer. De wijk Boeimeer wordt door de Graaf Hendrik III laan en de Langendijk / Kortenaerlaan in vier kwadranten opgesplitst. Ieder kwadrant bevat(te) een eigen kerkgebouw. De overige kerken zijn de gesloopte Petrus en Pauluskerk (noord), de Doopsgezinde Kerk aan de Cimburgalaan (oost) en de Eben Haëzer kerk (zuid). 